# Chaumousey
Chaumousey è un comune francese di 886 abitanti situato nel dipartimento dei Vosgi, nella regione del Grand Est.

## Società

### Evoluzione demografica
Abitanti censiti